# 跳镰猛蚁
跳镰猛蚁（学名：Harpegnathos saltator，英文：Indian jumping ant 或 Jerdon's jumping ant） 又称舞镰猛蚁，是一种在印度发现的镰猛蚁。它们有细长的上颚，能够跳跃几英寸远  它们是具强烈视力且活跃的捕食者，主要在清晨捕猎。蚁群规模很小，工蚁和蚁后之间的差别很小。

## 亚种
- 跳镰猛蚁大眼亚种 Harpegnathos saltator cruentatus Smith, 1858[2]
- 跳镰猛蚁斯里兰卡亚种 Harpegnathos saltator taprobanae Forel, 1909[2]

## 习性

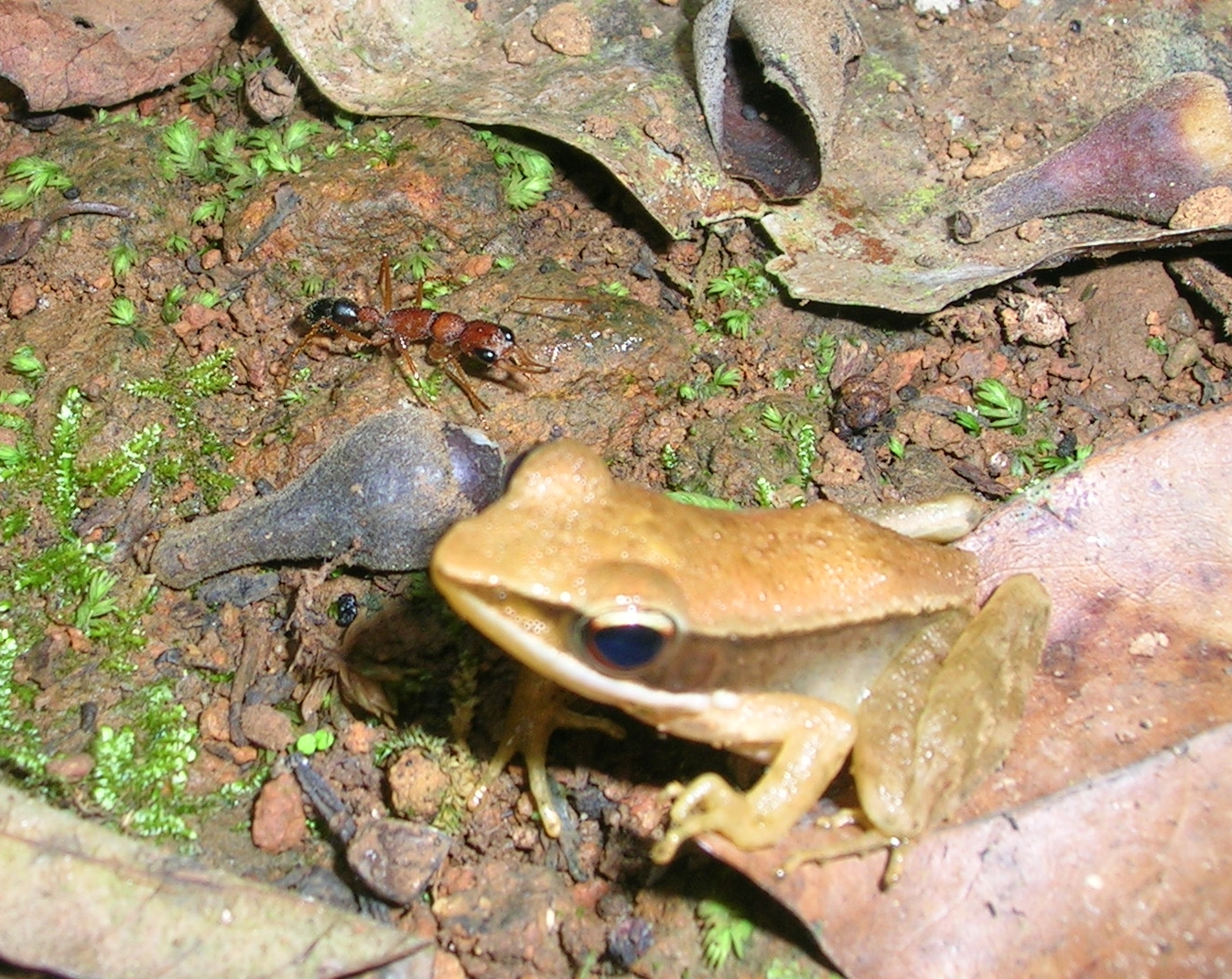
一只镰猛蚁站在一只青蛙 (Indosylvirana sp.) 旁边

与其他蚂蚁不同，它们通常单独出现或成小群出现，并且它们的蚁群由很少的个体组成。它们在整个蚁科中也很不寻常，因为拟工蚁和工蚁之间的差异非常小，有些工蚁可以像拟工蚁一样交配并产下受精卵。 这些工作人员被称为有性工蚁（gamergates）。蚁群由单个拟工蚁建立，随着蚁后年龄的增长，会被其他繁殖工蚁所取代。 有性工蚁与来自同巢的雄蚁交配，并且由于是近亲繁殖，所以与最初的创始拟工蚁有亲缘关系。群落从来不会经历裂变而形成新的殖民地。

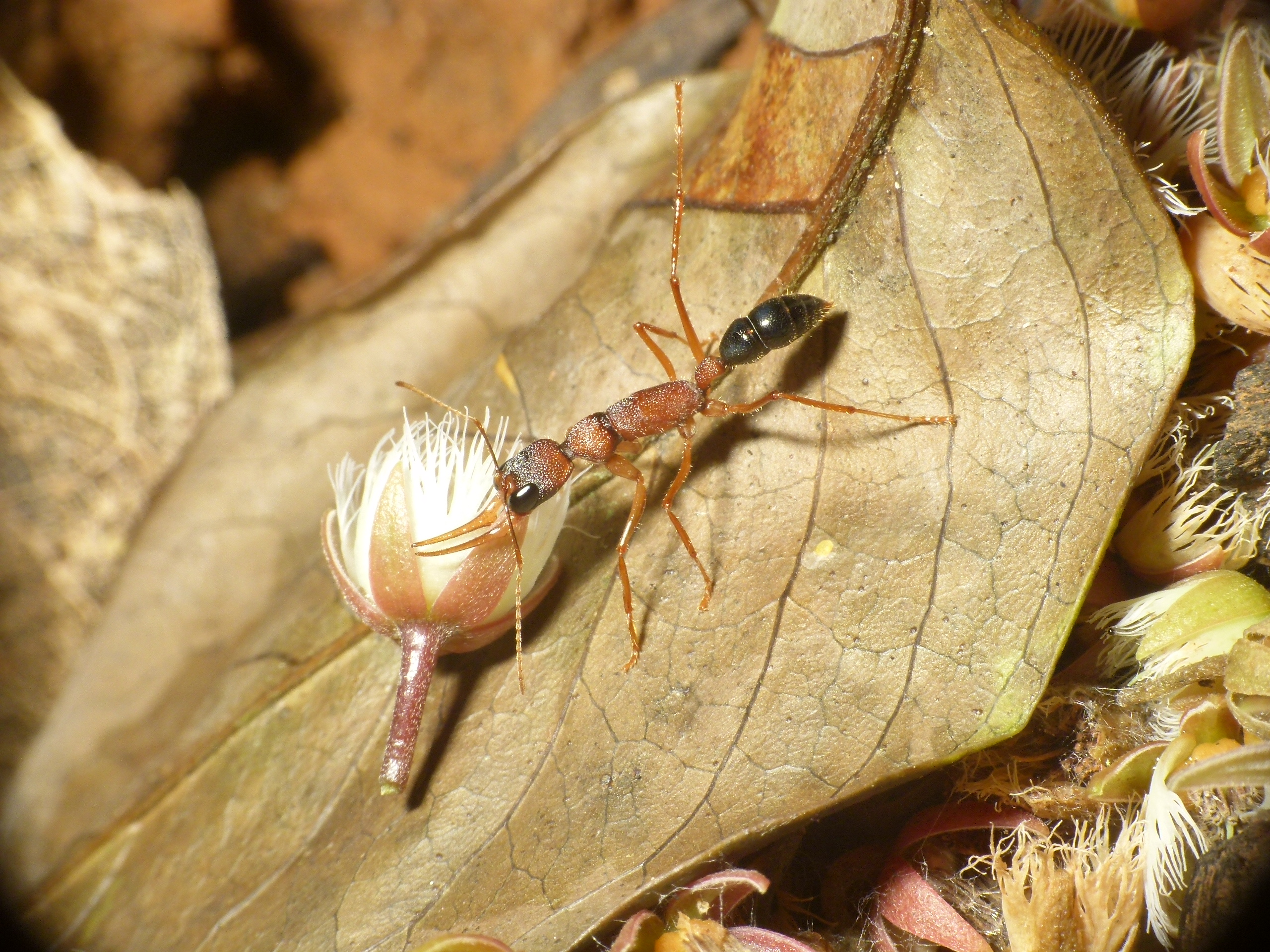
叼着一朵杜英花到巢穴入口

当拟工蚁或已建立的蚁群出现时，工蚁会监管那些试图产卵，但没有蚁后地位的新工蚁，从而限制蚁群中繁殖蚁的数量。 工蚁使用的报警信息素包括4-甲基-3-庚酮、4-甲基-3-庚醇和异戊酸异戊酯。 与许多种类的蚂蚁一样，该物种能从上颚腺中产生4-甲基-3-庚酮。已发现杜氏腺分泌物包括C15至C25的直链烃的复杂混合物，其中成分主要是顺-9-二十三碳烯，还有丙酸十四酯和痕量乙酸十四酯和乙酸十二酯等其他次要成分。咽后腺的分泌物和角质层蜡质中均含有常见脂肪酸的甲酯。
它们的跳跃是通过中腿和后腿同步伸展来完成的。最多可以跳2厘米高，10厘米远。这些跳跃不仅是为了逃跑，也是为了捕捉空中的猎物。 工蚁只在早晨和下午凉爽的时候觅食，中午时分活动较少。
巢穴入口通常是地面上的一个低矮土丘，入口周围环绕着树枝和树叶。蚁巢的入口在傍晚时分被蚂蚁关闭，并在白天重新打开。主室的前室有一个漏斗状的开口，这种结构被认为可以防止主室被洪水淹没。
一项对基因组和表达基因的研究发现，当工蚁变成蚁后时，延缓衰老的酶（端粒酶和sirtuin去乙酰化酶）的产生会增加，换句话说就是“登基可延长5倍寿命”。 工蚁在进入繁殖期（成为有性工蚁）后，其脑部尺寸也会减小。 

## 描述
以下是TC Jerdon的原始描述。
|  | Worker, head long, granulated; jaws with a strong tooth near the base pointing downwards and inwards, and thence gradually tapering to the tip, and finely serrated, 1–6th of an inch long; thorax barely grooved; abdominal pedicle small, low, ovate; abdomen very long; sting large; head and abdomen blackish brown, thorax and legs rufous – Length 3/4 of an inch. I have not seen this remarkable Ant in the Carnatic. I first saw it at Tellicherry, and subsequently in other parts of Malabar. It is also found in the Mysore country as I learn from Mr. Hamilton, a most talented and industrious Amateur Entomologist. I have given it the name of saltator from its power of making most surprising jumps which it does when alarmed or disturbed. It is very pugnacious, and bites, and stings very severely. It makes its nest under ground, generally about the roots of some plant. Its society does not consist of many individuals. It appears to feed on insects, which it often seizes alive. |

基于Peeters和Holldobler (1995)的模型推测出可能的群落生命周期

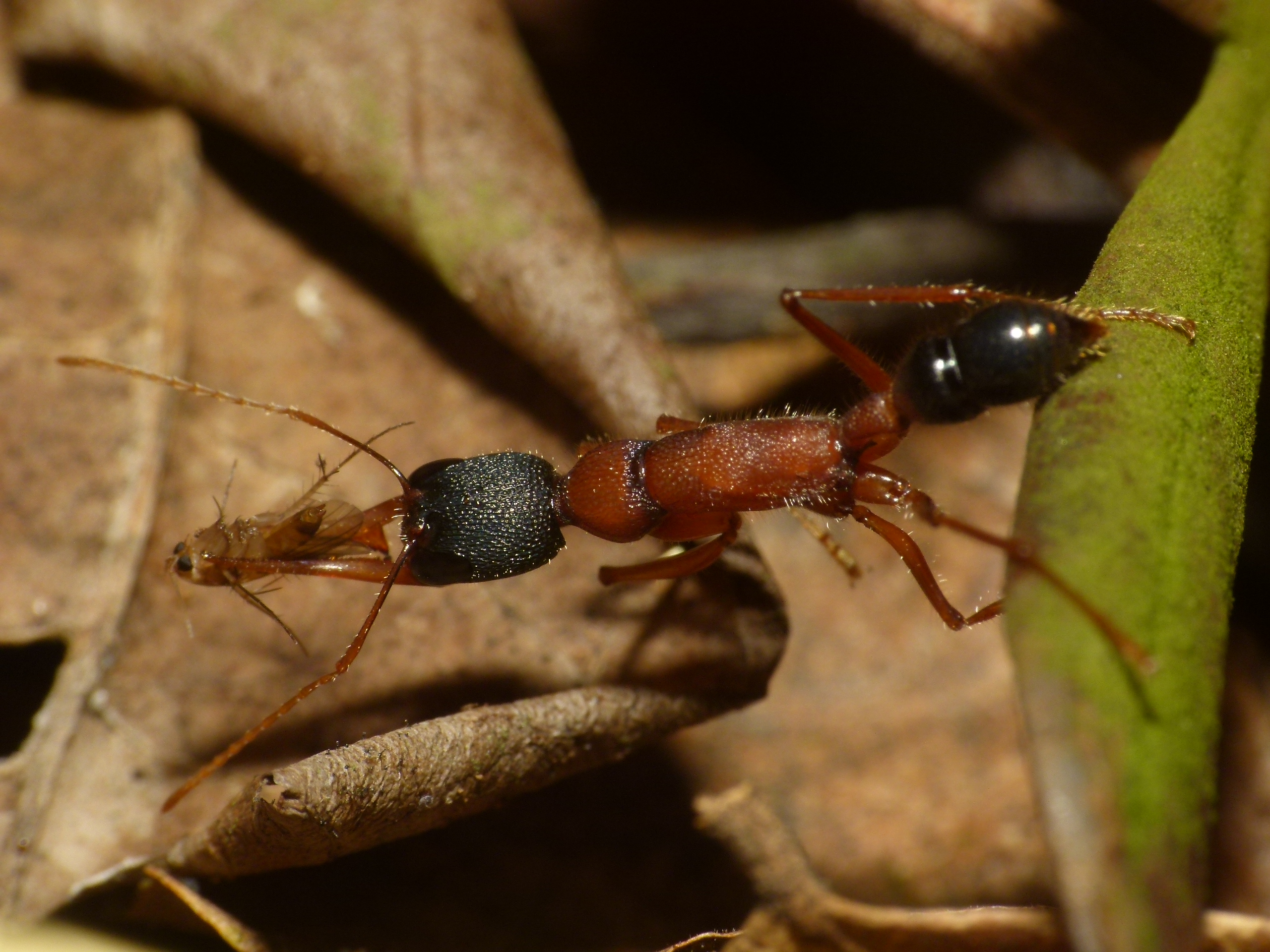
一只黑头品相的跳镰猛蚁与一只猎物

以下是CT Bingham的《英属印度动物群（膜翅目 - 第 2 卷）》中的分类描述：
- 工蚁：头、胸、柄节铁红色，密布粗点，颗粒状；腹部黑色，有光泽，无颗粒状，点较细散；上颚、触角、足黄色；整体覆盖着短而稀疏的直立淡色毛发，上颚、头、触角、胸、足有微小的细小、绢状的闪亮柔毛，仅在特定光线下可见。
- 拟工蚁（蚁后）：与工蚁相似；单眼的位置很低，几乎位于头部前部的中间。
- 雄蚁：上颚短，三角形，较宽，但不细长。头的长度略大于宽度，眼睛后面和枕骨关节处强烈收缩。前部的凹面比猎镰猛蚁的更短且更宽。并胸腹节的后面边缘清晰。第一节腹节梨形延长，与猎镰猛蚁类似。基底两节之间无收缩。枕骨后方有一小块中央隆突。光滑闪亮。后背板、柄及中背板侧面的一部分有粗皱纹。胸部其余部分有一些凹纹或过时的条纹。类似于猎镰猛蚁的Pilosity。红棕色，花梗颜色较深。腹部褐色。腿和触角呈浅色。翅透明，翅脉和柱头颜色很浅。 （基于福雷尔的描述）

## 饲养
(※)以下内容主要面向蚂蚁饲养员
野外的群落通常最大只有50-150工蚁，通常在灌木丛下的地面或田野中筑巢。该物种不喜欢吃死食，对活食更感兴趣。喜欢吃土库曼蟑螂（Turkmen cockroaches）。和猎镰猛蚁一样，该物种适宜石膏平面巢。巢内湿度建议99%；活动区为60-80%。温度25-28°C。有一点非常重要，需要在巢里放椰子土和沙子做为介质，因为镰猛蚁的幼虫结茧是需要介质帮助的，没有介质将无法成功结茧。